# (2632) Guizhou
(2632) Guizhou (1980 VJ1) – planetoida z pasa głównego asteroid okrążająca Słońce w ciągu 5,31 lat w średniej odległości 3,04 j.a. Odkryta 6 listopada 1980 roku.